# Aeropuerto de Cam Ranh
El Aeropuerto Cam Ranh  (IATA: CXR, OACI: VVCR) está localizado en Cam Ranh, en la provincia de Khánh Hòa, Vietnam. Sirve a la ciudad de Nha Trang, que se encuentra a 30 km de distancia.

## Aerolíneas y destinos
- Vietnam Airlines (Ciudad Ho Chi Minh, Hanói, Da Nang)
- Jetstar Pacific Airlines (Hanói, Ciudad Ho Chi Minh)
- Nordwind (Ulan-Ude, Yekaterinburg)
- VietJet Air	(Hanói, Ciudad Ho Chi Minh)
- Asiana Airlines (Seoul-Incheon)
- S7 Airlines (Novosibirsk)
- Vladivostok Air (Jabárovsk, Vladivostok)